# The Hold Steady
The Hold Steady est un groupe de rock formé en 2003 et originaire de Brooklyn à New York.